# Michel Coiffard
Michel Joseph Callixte Marie Coiffard (16. července 1892 – 29. října 1918) byl šestým nejúspěšnějším francouzským stíhacím pilotem první světové války s celkem 34 uznanými sestřely.
Byl třetím nejúspěšnějším specialistou na sestřelování balónů ze všech letců první světové války – z jeho 34 sestřelů bylo 24 balónů.
29. října 1918 byl během souboje s letkou Fokkerů D.VII, krátce po sestřelení své 34. oběti zasažen do stehna a skrz záda do plíce. Po zásahu letěl 12 kilometrů k vlastním liniim kde bezchybně přistál. I přes pomoc saniťáků a transfuzi krve, zemřel v sanitce na cestě do Bergnicourt, 14 dní před koncem války.
Během války získal mimo jiné tato vyznamenání: Médaille militaire, Légion d'honneur a britský Military Cross.